# Овсепян, Андраник Румянич
Андраник Румянич Овсепян (арм. Հովսեփյան Անդրանիկ ; род. 19 сентября 1966, Армения) — советский и армянский футболист, нападающий.

## Биография
Играл в высшей союзной лиге за «Арарат» (в 1985, 1989—1990 годах), дебютировав за ереванскую команду в чемпионате СССР 1985 года (в том сезоне сыграл единственный матч в высшей лиге, а в первенстве дублёров забил 5 мячей). В 1986 и 1991 годах играл в первой союзной лиге за «Котайк» Абовян, в 1990 году — во второй низшей лиге СССР за вторую команду «Арарата». С «Котайком» в 1991 году выиграл последний розыгрыш Кубка первой лиги СССР.
С 1992 года играл в армянской премьер-лиге. За «Бананц» Котайк в 1992—1994 годах забил 56 мячей в 55 матчах. В сезоне 1993 года поделил звание лучшего бомбардира с Гегамом Оганесяном из АОСС (забили по 26 мячей).
За сборную Армении сыграл три товарищеских матча.
| Матчи Андраника Овсепяна за сборную Армении | Матчи Андраника Овсепяна за сборную Армении | Матчи Андраника Овсепяна за сборную Армении | Матчи Андраника Овсепяна за сборную Армении | Матчи Андраника Овсепяна за сборную Армении | Матчи Андраника Овсепяна за сборную Армении | Матчи Андраника Овсепяна за сборную Армении | Матчи Андраника Овсепяна за сборную Армении | Матчи Андраника Овсепяна за сборную Армении |
| ------------------------------------------- | ------------------------------------------- | ------------------------------------------- | ------------------------------------------- | ------------------------------------------- | ------------------------------------------- | ------------------------------------------- | ------------------------------------------- | ------------------------------------------- |
| №                                           | Дата                                        | Место                                       | Соперник                                    | Счёт                                        | время игры                                  | Прим.                                       | Голы                                        |                                             |
| 1                                           | 15 мая 1994                                 | Фуллертон                                   | США                                         | 0:1                                         | 1—75 мин.                                   | -                                           |                                             |                                             |
| 2                                           | 20 июня 1996                                | Лима                                        | Перу                                        | 0:4                                         | 46—90 мин.                                  | -                                           |                                             |                                             |
| 3                                           | 30 июня 1996                                | Портовьехо                                  | Эквадор                                     | 0:3                                         | 81—90 мин.                                  | -                                           |                                             |                                             |

Тренировал ереванскую команду первой лиги «Ани» в сезоне 2019/20.
Сын Румян — футболист, играл в сборной Армении.